# Phil Haynes
Phil Haynes (Raleigh, 19 ottobre 1995) è un giocatore di football americano statunitense che milita nel ruolo di offensive guard per i Seattle Seahawks della National Football League (NFL).

## Carriera

### Seattle Seahawks
Haynes fu scelto dai Seattle Seahawks nel corso del quarto giro (124º assoluto) del Draft NFL 2019. A inizio stagione fu inserito nella lista degli indosponibili per recuperare da un'ernia. Tornò attivo il 5 novembre 2019. Dopo non avere disputato alcuna gara durante la stagione regolare debuttò nella NFL il 5 gennaio 2020 nella vittoria per 17-9 nei playoff contro i Philadelphia Eagles.
Il 7 settembre 2020 Haynes fu inserito in lista infortunati. Tornò nel roster attivo il 18 novembre 2020. Tornò nuovamente in lista infortunati il 4 novembre 2020.
Il 1º settembre 2021 Haynes fu svincolato dai Seahawks e rifirmò con la squadra di allenamento. Fu promosso nel roster attivo il 27 novembre.
Il 19 aprile 2022 Haynes rifirmò con Seattle.
Il 21 febbraio 2023 Haynes firmó un nuovo contratto di un anno con i Seahawks.